# Адам Пити
Адам Џорџ Пити (енгл. Adam George Peaty; Јутоксетер, 28. децембар 1994) британски је пливач из Енгелске којем је ужа специјалност прсни стил. Представљао је Велику Британију на Олимпијским играма, ФИНА Светском првенству, Европском првенству и Енглеску на играма Комонвелта. Освојио је златну медаљу на 100 m прсним стилом на Олимпијским играма 2016. године, као први британски двадесетчетворогодишњи пливач. Тренутно држи рекорде на 50 m и 100 m прсним стилом.
Пити јe шампион Олимпијских игара 2016. године, пет пута је био Светски првак, 12 пута је био Евроспки шампион и три пута је био шампион Комонвелт такмичења. Светске рекорде је обарао 10 пута и тренутно држи 2 светска рекорда на 50 m и 100 m прсним стилом, тиме је постао први човек које је испливао 50 m испод 26 секунде и први који је испливао 100 m испод 58 секунде. Он је први пливач икада који је победио на оба спринта прсне дисциплине у исто време на Светском такмичењу. Један је од три британска пливача, заједно са Давидом Вилкисом и Ребеком Адлингон, који је освојио златне медаље на сва 4 интернационална тамичења (Олимпијске игре, Светско првенство, Европско првенство и Комонвелт игре). Једини је пливач који је успео да освоји сва четири злата на једном такмичењу у исто време, што је успео победивши на 100 m прсним стилом на Летњој Олимпијади 2016. Пити је петоструки Европски пливач године, што је постигао узастопним победама у периоду од 2014. до 2018. године.

## Лични живот
Адам Пити је рођен 28. децембра 1994. године у Јутоксетеру (Стафордшир, Енглеска) у породици Марка и Каролине Пити. Најмлађи је од четворо деце. Похађао је основну католичку школу Светог Џозефа у Јутоксетеру, Пеинлси католички колеџ у Чидлу и Дерби колеџ. Као мали дечак имао је страх од уласка у каду, касније га је један пријатељ одвео на базен док су били на излету и ту се ослободио страха.
Пити се први пут придружио Дов Валеј пливачком клубу када је имао 9 година, почео је да побеђује на тркама и да обара клубске рекорде већ са 12 година. Када је имао 14 година, један пријатељ га је одвео да се придружи пливачком клубу града Дерби, али тренер клуба, некадашња олимпијска пливачица Мелани Маршал, није била задовољна Питијевим пливањем па га је ставила у спорију траку са млађим девојчицама. Према Питијевим речима, он није схватао пливање озбиљно све до 17. године, када је спремајући се за излазак са друштвом прочитао да се Крег Бенсон, са којим се познавао већ од јуниорске селекције, пласирао у полуфинале на 100 m прсним стилом на летњим Олимпијским играма 2012 у Лондону. Од тада је одлучио да се потпуно посвети пливању.

## Каријера
Пити је почео да тренира у пливачком клубу града Дербија 2009. године, где га је тренирала Мелани Маршал. Такође је тренирао и до 8 пута недељно у Рептон школи у селу Рептон у Дарбиширу и на Универзитету Лафборо. Озбиљним пливањем је почео да се бави од 2017. године на Универзитету Лафборо.
Питијев први сениорски наступ је био 2013. на Европском првенству у пливању у малим базенима где је остварио своја три најбоља резултата у три трке.

### 2014.
На играма Комонвелта 2014. у Глазгову (Шкотска), Пити је наступао на 4 трке, 50 m прсним стилом, 100 m прсним стилом, 200 m прсним стилом и на 4x100 штафете. На 50 m прсним стилом, Пити је победио у полуфиналу, а завршио је други у финалу са временом 26.78, што је 0,02 секунде иза јужноафричког пливача Камерона ван дер Бурга. На 100 m прсним стилом, Пити је победио, са временом 58,94 је био за 0,34 секунде бржи од Камерона ван дер Бурга који је био други. Олимпијски шампион и светски рекордер Камерон ван дер Бург је био фаворит за победу. На 200 m прсним стилом Пити је завршио на 4. месту, са заостатком од 0,15 секудни за медаљу и 2,72 иза првопласираног шкота Роса Мердока. Пити је такође освојио злато са својим тимом на 4x100 m штафети.
На Европском првенству у воденим спортовима у августу 2014. године, Пити је учествовао у финалу у штафети 4 x 100 m мешовито, заједно са Крисом Валкером, Џемом Ловом, Франческом Халсал. Он и његов тим су поставили нови светски рекорд са временом 3:44:02. Такође, Пити је поставио нови светски рекорд на 50 m прсним стилом у полуфиналу са временом 26.62. Такође је освојио злато и на 100 m псним стилом и на мушкој штафети 4 x 100 m и тако је завршио такмичење са 4 злата на 5 трка.
Године 2014. на Светском такмичењу кратких стаза, завршио је годину са 3 сребрне медаље на 50 m, 100 m и 4 x 50 m мешовитој штафети, али опет није успео да се квалификује на финале своје најслабије дисциплине, 200 m прсним стилом.

### 2015
Током 2015. је наставио да се уздиже, обарајући рекорд на 100 m прсним стилом на британском шампионату за скоро пола секунде. Његово време од 57,92 га је поставило за првог човека који је испливао испод 58 секунди на овом такмичењу. Кваликовао се на сва три такмичења у прсном стилу на Светском првенству у воденим спортовима 2015.
На светском шампионату у Казању, постао је светски првак по први пут. Освојио је злато на 100 m прсним стилом. Пити је срушио рекорд на 50 m прсним стилом са временом 26,42 секунде у полуфиналу. Пратећи то још једном победом у финалу, његовим другим златом на светском такмичењу. Претходни рекод на 50 m прсним стилом од 26,62 му није признат од стране ФИНА због административне грешке, али статистичари га признају. Пити је себи додао треће злато победом у мешаној штафети 4 x 100 m са новим светским рекордом. Његов мушки тим у штафети није успео да узме медаљу на 4 x 100 m са заузетим четвртим местом.

### 2016
Пити се на Олимпијади 2016. такмичио само на 100 m прсним стилом у појединачној категорији, јер пливање 50 m прсним стилом још није било Олимпијска дисциплина на летњим Олимпијским играма у Рио Де Жанеиру. У утрци 100 m прсним стилом, Пити је оборио свој светски рекорд са временом 57,55 секунди. Пити је наставио са такмичењем, обрајући свој светски рекорд и освојивши прву златну медаљу за тим Велике Британије на Олимпијади 2016. победивши временом 57.13. Након тога освојио је сребро са штафетом 4 x 100 m са Крисом Вокером, Џејмсом Гајем и Дунканом Скотом.

### 2017
На Светском првенству у воденим спортовима 2017. године, Пити је задржао титулу на 100 m прсним стилом, победивши у трци временом 57.47.
Пити је такође срушио свој рекорд два пута у дисциплини 50 m прсним стилом. Први рекорд је био 26,10 секудни, а у полуфиналу је постао први човек који је испливао испод 26 секудни и победио са временом 25,95 секудни. У финалу је успешно одбранио титулу на 50 m прсним стилом са још једним временом испод 26 секунди, постигнуто време је било 25,99 секудни. Касније је освојио сребро у штафети 4 x 100 m на светском првентсву, поставивши нови британски рекорд, са истим тимом као на Олимпијским играма 2016.
У октобру исте године, Пити је добио орден реда британског царства од Принца Вилијама у Бакингамској палати.
На Европском такмичењу кратких стаза 2017. године, Пити је овојио бронзу на 50 m прсним стилом са новим личним и британским рекордом. Затим се осврнуо ка освајању злата на 100 m прсним стилом где је поставио нови европски рекорд, што је било његово прво злато на кратким стазама.

### 2018
На играма Комонвелта 2018. године, Пити је одбранио своју титулу на 100 m прсним стилом, победивши са временом 58,84 секунди, након што је направио нови рекорд игара у претходном полуфиналу са временом 58,59 секунди. Завршио је други на 50 m прсним стилом иза свог ривала из Јужне Африке Камерона ван дер Бурга, то је био први пут у претходне четири године да није успео да победи у трци на 50 m прсним стилом. Такође је помогао Енгелској да узме сребрну медаљу у штафети 4 x 100 m.
На Европском шампионату, Пити је још једном одбранио своју титилу на 100 m прсним стилом, оборивши свој рекорд са временом 57,10 секунди. Сутрадан је додао друго злато након што је победио у мешовитој штафети 4 x 100 m, а касније и треће на 50 m прсним стилом.
На крају Евроспком шампионата, држао је 11 најбољих времена на 50 m прсним стилом и 14 најбољих на 100 m прсним стилом.

## Светски рекорди
| Број | Дисциплина                     | Време   | Локација               | Датум            |
| ---- | ------------------------------ | ------- | ---------------------- | ---------------- |
| 1    | 50 m прсно                     | 26.62   | Берлин, Немачка        | 18. август 2014. |
| 2    | 4 x 100 m мешовита штафета     | 3:44.02 | Берлин, Немачка        | 19. август 2014. |
| 3    | 100 m прсно                    | 57.92   | Лондон, УК             | 17. април 2015.  |
| 4    | 50 m прсно (2)                 | 26.42   | Казањ, Русија          | 4. август 2015.  |
| 5    | 4 x 100 m мешовита штафета (2) | 3:41.71 | Казањ, Русија          | 5. август 2015.  |
| 6    | 100 m прсно (2)                | 57.55   | Рио де Жанеиро, Бразил | 6. август 2016.  |
| 7    | 100 m прсно (3)                | 57.13   | Рио де Жанеиро, Бразил | 7. август 2016.  |
| 8    | 50 m прсно (3)                 | 26.10   | Будимпешта, Мађарска   | 25. јул 2017.    |
| 9    | 50 m прсно (4)                 | 25.95   | Будимпешта, Мађарска   | 25. јул 2017.    |
| 10   | 100 m прсно (4)                | 57.10   | Гласгов, УК            | 4. август 2018.  |